# Bertrand Garipuy
Pour les articles homonymes, voir Garipuy.
Bertrand Garipuy était un architecte civil, né à Toulouse en 1748 et décédé le 20 mai 1782 à l'âge de 34 ans.

## Biographie
Né le 3 avril 1748 à Toulouse, paroisse Saint-Étienne, son père est François Garipuy (1711-1782) qui possédait une étude d'astronome à Toulouse, mais qui était aussi en parallèle directeur des travaux publics du Languedoc pour la sénéchaussée de Toulouse et directeur des travaux publics de la sénéchaussée de Carcassonne.
Tout jeune, il accompagne son père pendant sa charge d'inspecteur général des travaux du canal royal du Languedoc, il se dirige donc naturellement vers le métier d'architecte.
Bertrand Garipuy succède à son père en 1772 dans la direction des travaux publics de la province de Toulouse et en 1776 dans celle des travaux publics de la sénéchaussée de Carcassonne. Il le remplace dans la direction des travaux du canal des Deux Mers, dont il réalise notamment les épanchoirs à siphon de Capestang et de Ventenac. Il reprend aussi sa charge d'astronome à Toulouse.
La construction du pont de Gignac a été confiée à son père François par les États de Languedoc, mais son projet présenté en 1756 fut refusé pour des raisons financières. Bertrand ayant succédé à son père, présenta un nouveau projet en 1774 et fut retenu, il n'avait que 26 ans à l'époque. Les travaux commencèrent en 1776 et terminés par son fils et son neveu en 1810, soit 28 ans après sa mort. 
En 1775, il est chargé par Arthur Richard Dillon, dernier archevêque de Narbonne et président des États de Languedoc de terminer le canal de Jonction reliant le canal du Midi et celui de la Robine, la construction avait commencé en 1690 et traînait depuis 85 ans pour des causes diverses, l'ouvrage sera terminé en 1780.
Il meurt dans la fleur de l'âge à 34 ans, le 20 mai 1782, d'une épidémie de suette au cours de laquelle son père succombe cinquante jours auparavant.

## Principales réalisations
- Pont de Mirepoix
- Pont de Larnoux, Saint-Félix-de-Lodez
- Pont de Lavaur
- Travaux du port de Sète
- Pont d'Homps
- Pont de Gignac

## Divers
En 2006, la municipalité de Montpellier décide de baptiser un pont du nom de Bertrand Garipuy.

## Sources
- Bernard Marrey, Les ponts modernes : XVIIIe et XIXe siècles, Picard éditeur, 1990 (p. 308)